# 第一次石破內閣
第一次石破內閣（日语：／ Daiichiji Ishiba Naikaku */?）是日本眾議院議員、自由民主黨總裁石破茂就任第102任內閣總理大臣（首相）後，自2024年10月1日至2024年11月11日組成的內閣。該內閣由自由民主黨聯合公明黨組成，為自公連立政權。

## 概要
2024年9月27日举行的自由民主党总裁选举中，石破茂当选第28任總裁。受此影响，岸田内阁於10月1日总辞，在同日日本國會舉行的内阁总理大臣指名选举中，石破茂获得了首轮指名。之后经过任命仪式及内阁成员的认证仪式成立。
因自由民主黨與公明黨未能在10月27日舉行的眾議院選舉中贏得過半席次，第一屆石破內閣於11月11日總辭。

## 內閣組成／人員
所屬政黨／出身:
  自由民主黨（無派閥）
  自由民主黨（麻生派）
  自由民主黨（茂木派）
  公明黨
  中央省廳・民間

### 國務大臣
2024年10月1日獲委任。
| 職稱                                                                                              | 姓名       | 姓名 | 所屬                         | 特命事項 | 備註                  |
| ------------------------------------------------------------------------------------------------- | ---------- | ---- | ---------------------------- | --- | --------------------- |
| 內閣總理大臣                                                                                      | 石破茂     |      | 眾議院 自由民主党 （無派閥） | | 自由民主黨總裁 再入閣 |
| 總務大臣                                                                                          | 村上誠一郎 |      | 眾議院 自由民主党 （無派閥） | 內閣總理大臣臨時代理 就任順位第3順位                                                                             | 再入閣                |
| 法務大臣                                                                                          | 牧原秀樹   |      | 眾議院 自由民主党 （無派閥） | | 初入閣                |
| 外務大臣                                                                                          | 岩屋毅     |      | 眾議院 自由民主党 （無派閥） | 內閣總理大臣臨時代理 就任順位第5順位                                                                             | 再入閣                |
| 財務大臣 内閣府特命担当大臣 （金融）                                                              | 加藤勝信   |      | 眾議院 自由民主党 （茂木派） | 通貨緊縮脫離擔當 內閣總理大臣臨時代理 就任順位第4順位                                                            | 再入閣                |
| 文部科学大臣                                                                                      | 阿部俊子   |      | 眾議院 自由民主党 （無派閥） | | 初入閣                |
| 厚生勞動大臣                                                                                      | 福岡資麿   |      | 参議院 自由民主党 （無派閥） | | 初入閣                |
| 農林水產大臣                                                                                      | 小里泰弘   |      | 眾議院 自由民主党 （無派閥） | | 初入閣                |
| 經濟產業大臣 內閣府特命擔當大臣 （原子力損害賠償・ 廢爐等支援機構）                               | 武藤容治   |      | 眾議院 自由民主党 （麻生派） | 原子力經濟被害担当 GX實行推進担当 產業競爭力担当                                                                 | 初入閣                |
| 國土交通大臣                                                                                      | 齊藤鐵夫   |      | 眾議院 公明党                | 水循環政策担当 国際園藝博覧会担当                                                                                | 再任                  |
| 環境大臣 内閣府特命担当大臣 （原子力防災）                                                        | 浅尾慶一郎 |      | 參議院 自由民主党 （麻生派） | | 初入閣                |
| 防衛大臣                                                                                          | 中谷元     |      | 眾議院 自由民主党 （無派閥） | 内閣總理大臣臨時代理 就任順位第2順位                                                                             | 再入閣                |
| 内閣官房長官                                                                                      | 林芳正     |      | 眾議院 自由民主党 （無派閥） | 沖繩基地負担減輕担当 綁架問題担当 内閣總理大臣臨時代理 就任順位第1順位                                           | 再任                  |
| 數位大臣 内閣府特命担当大臣 （規制改革）                                                          | 平将明     |      | 眾議院 自由民主党 （無派閥） | 行政改革担当 国家公務員制度担当 網路安全保障担当                                                                 | 初入閣                |
| 復興大臣                                                                                          | 伊藤忠彦   |      | 眾議院 自由民主党 （無派閥） | 福島核電廠事故再生總括担当                                                                                       | 初入閣                |
| 国家公安委員会委員長 内閣府特命担当大臣 （防災） （海洋政策）                                     | 坂井学     |      | 眾議院 自由民主党 （無派閥） | 国土強靭化担当 領土問題担当                                                                                      | 初入閣                |
| 内閣府特命担当大臣 （兒童政策） （少子化對策） （青年活躍） （男女共同參與） （共生・共助）       | 三原順子   |      | 參議院 自由民主党 （無派閥） | 女性活躍担当 共生社会担当                                                                                        | 初入閣                |
| 内閣府特命担当大臣 （經濟財政政策）                                                               | 赤澤亮正   |      | 眾議院 自由民主党 （無派閥） | 經濟再生擔當 新資本主義擔當 薪資提升担当 新創擔當 全世代型社会保障改革担当 感染症危機管理担当 防災廳設置準備担当 | 初入閣                |
| 内閣府特命担当大臣 （酷日本戰略） （智慧財產戰略） （科学技術政策） （宇宙政策） （經濟安全保障） | 城內實     |      | 眾議院 自由民主党 （無派閥） | 經濟安全保障担当                                                                                                 | 初入閣                |
| 内閣府特命担当大臣 （沖繩及北方對策） （消費者及食品安全） （地方創生） （阿伊努政策）            | 伊東良孝   |      | 眾議院 自由民主党 （無派閥） | 新地方經濟・生活環境創生担当 国際博覧会担当                                                                      | 初入閣                |

### 内閣官房副長官、内閣法制局長官
2024年10月1日任命。
| 職稱           | 姓名     | 姓名 | 所屬                         | 備註 |
| -------------- | -------- | ---- | ---------------------------- | ---- |
| 内閣官房副長官 | 橘慶一郎 |      | 眾議院／自由民主党（無派閥） |      |
| 内閣官房副長官 | 青木一彥 |      | 參議院／自由民主党（無派閥） |      |
| 内閣官房副長官 | 佐藤文俊 |      | 事務担当／前總務事務次官     |      |
| 内閣法制局長官 | 岩尾信行 |      | 前内閣法制次長／檢察廳       | 再任 |

### 内閣總理大臣補佐官
2024年10月1日任命。
| 職稱                                                                                      | 姓名     | 姓名 | 所屬                             | 備註                   |
| ----------------------------------------------------------------------------------------- | -------- | ---- | -------------------------------- | ---------------------- |
| 内閣總理大臣補佐官 （國家安全保障相關重要政策 及核軍縮・不擴散問題担当）                  | 長島昭久 |      | 眾議院／自由民主党（無派閥）     |                        |
| 内閣總理大臣補佐官 （国土強韌化與復興等社會資本整備 及科学技術革新政策 其他特命事項担当） | 森昌文   |      | 民間                             | 再任 2022年1月1日任命  |
| 内閣總理大臣補佐官 （薪資・雇用担当）                                                     | 矢田稚子 |      | 民間（前參議院議員／国民民主党） | 再任 2023年9月15日任命 |

### 副大臣
2024年10月3日任命。
| 職稱           | 姓名       | 所屬                         | 備註                       |
| -------------- | ---------- | ---------------------------- | -------------------------- |
| 數位副大臣     | 石川昭政   | 眾議院／自由民主党（無派閥） | 兼任内閣府副大臣           |
| 復興副大臣     | 高木宏壽   | 眾議院／自由民主党（無派閥） |                            |
| 復興副大臣     | 輿水惠一   | 参議院／公明党               |                            |
| 復興副大臣     | 堂故茂     | 参議院／自由民主党（茂木派） | 兼任国土交通、内閣府副大臣 |
| 内閣府副大臣   | 石川昭政   | 眾議院／自由民主党（無派閥） | 兼任數位副大臣             |
| 内閣府副大臣   | 井林辰憲   | 眾議院／自由民主党（麻生派） |                            |
| 内閣府副大臣   | 工藤彰三   | 眾議院／自由民主党（麻生派） |                            |
| 内閣府副大臣   | 古賀篤     | 眾議院／自由民主党（無派閥） |                            |
| 内閣府副大臣   | 岩田和親   | 眾議院／自由民主党（無派閥） | 兼任經濟產業副大臣         |
| 内閣府副大臣   | 上月良祐   | 参議院／自由民主党（茂木派） | 兼任經濟產業副大臣         |
| 内閣府副大臣   | 堂故茂     | 参議院／自由民主党（茂木派） | 兼任国土交通、内閣府副大臣 |
| 内閣府副大臣   | 滝沢求     | 参議院／自由民主党（麻生派） | 兼任環境副大臣             |
| 内閣府副大臣   | 鬼木誠     | 眾議院／自由民主党（無派閥） | 兼任防衛副大臣             |
| 總務副大臣     | 渡邊孝一   | 眾議院／自由民主党（無派閥） |                            |
| 總務副大臣     | 馬場成志   | 参議院／自由民主党（無派閥） |                            |
| 法務副大臣     | 門山宏哲   | 眾議院／自由民主党（無派閥） |                            |
| 外務副大臣     | 辻清人     | 眾議院／自由民主党（無派閥） |                            |
| 外務副大臣     | 柘植芳文   | 参議院／自由民主党（無派閥） |                            |
| 財務副大臣     | 横山信一   | 眾議院／公明党               |                            |
| 財務副大臣     | 斎藤洋明   | 眾議院／自由民主党（麻生派） |                            |
| 文部科学副大臣 | 武部新     | 眾議院／自由民主党（無派閥） |                            |
| 文部科学副大臣 | 今枝宗一郎 | 眾議院／自由民主党（麻生派） |                            |
| 厚生勞動副大臣 | 鰐淵洋子   | 眾議院／公明党               |                            |
| 厚生勞動副大臣 | 宮崎政久   | 眾議院／自由民主党（茂木派） |                            |
| 農林水產副大臣 | 鈴木憲和   | 眾議院／自由民主党（茂木派） |                            |
| 農林水產副大臣 | 武村展英   | 眾議院／自由民主党（無派閥） |                            |
| 經濟產業副大臣 | 岩田和親   | 眾議院／自由民主党（無派閥） | 兼任内閣府副大臣           |
| 經濟產業副大臣 | 上月良祐   | 参議院／自由民主党（茂木派） | 兼任内閣府副大臣           |
| 国土交通副大臣 | 國場幸之助 | 眾議院／自由民主党（無派閥） |                            |
| 国土交通副大臣 | 堂故茂     | 参議院／自由民主党（茂木派） | 兼任復興、内閣府副大臣     |
| 環境副大臣     | 八木哲也   | 眾議院／自由民主党（無派閥） |                            |
| 環境副大臣     | 滝沢求     | 参議院／自由民主党（麻生派） | 兼任内閣府副大臣           |
| 防衛副大臣     | 鬼木誠     | 眾議院／自由民主党（無派閥） | 兼任内閣府副大臣           |

### 大臣政務官
2024年10月3日任命。
| 職稱               | 姓名       | 所屬                         | 備註                           |
| ------------------ | ---------- | ---------------------------- | ------------------------------ |
| 數位大臣政務官     | 土田慎     | 眾議院／自由民主党（麻生派） | 兼任内閣府大臣政務官           |
| 復興大臣政務官     | 平沼正二郎 | 眾議院／自由民主党（無派閥） | 兼任内閣府大臣政務官           |
| 復興大臣政務官     | 本田顯子   | 参議院／自由民主党（無派閥） | 兼任文部科学大臣政務官         |
| 復興大臣政務官     | 竹内真二   | 参議院／公明党               | 兼任經濟產業、内閣府大臣政務官 |
| 復興大臣政務官     | 尾崎正直   | 眾議院／自由民主党（無派閥） | 兼任国土交通、内閣府大臣政務官 |
| 内閣府大臣政務官   | 土田慎     | 眾議院／自由民主党（麻生派） | 兼任數位大臣政務官             |
| 内閣府大臣政務官   | 神田潤一   | 眾議院／自由民主党（無派閥） |                                |
| 内閣府大臣政務官   | 古賀友一郎 | 参議院／自由民主党（無派閥） |                                |
| 内閣府大臣政務官   | 平沼正二郎 | 眾議院／自由民主党（無派閥） | 兼任復興大臣政務官             |
| 内閣府大臣政務官   | 石井拓     | 眾議院／自由民主党（無派閥） | 兼任經濟產業大臣政務官         |
| 内閣府大臣政務官   | 竹内真二   | 参議院／公明党               | 兼任經濟產業、復興大臣政務官   |
| 内閣府大臣政務官   | 尾崎正直   | 眾議院／自由民主党（無派閥） | 兼任国土交通、復興大臣政務官   |
| 内閣府大臣政務官   | 国定勇人   | 眾議院／自由民主党（無派閥） | 兼任環境大臣政務官             |
| 内閣府大臣政務官   | 三宅伸吾   | 参議院／自由民主党（無派閥） | 兼任防衛大臣政務官             |
| 總務大臣政務官     | 西田昭二   | 眾議院／自由民主党（無派閥） |                                |
| 總務大臣政務官     | 長谷川淳二 | 眾議院／自由民主党（無派閥） |                                |
| 總務大臣政務官     | 船橋利実   | 参議院／自由民主党（麻生派） |                                |
| 法務大臣政務官     | 中野英幸   | 眾議院／自由民主党（無派閥） |                                |
| 外務大臣政務官     | 高村正大   | 眾議院／自由民主党（麻生派） |                                |
| 外務大臣政務官     | 深澤陽一   | 眾議院／自由民主党（無派閥） |                                |
| 外務大臣政務官     | 穗坂泰     | 眾議院／自由民主党（無派閥） |                                |
| 財務大臣政務官     | 瀬戸隆一   | 眾議院／自由民主党（麻生派） |                                |
| 財務大臣政務官     | 進藤金日子 | 参議院／自由民主党（無派閥） |                                |
| 文部科学大臣政務官 | 金城泰邦   | 眾議院／公明党               |                                |
| 文部科学大臣政務官 | 本田顯子   | 参議院／自由民主党（無派閥） | 兼任復興大臣政務官             |
| 厚生勞動大臣政務官 | 塩崎彰久   | 眾議院／自由民主党（無派閥） |                                |
| 厚生勞動大臣政務官 | 三浦靖     | 参議院／自由民主党（茂木派） |                                |
| 農林水產大臣政務官 | 庄子賢一   | 眾議院／公明党               |                                |
| 農林水產大臣政務官 | 舞立昇治   | 参議院／自由民主党（無派閥） |                                |
| 經濟產業大臣政務官 | 竹内真二   | 参議院／公明党               | 兼任復興、内閣府大臣政務官     |
| 經濟產業大臣政務官 | 石井拓     | 眾議院／自由民主党（無派閥） | 兼任内閣府大臣政務官           |
| 国土交通大臣政務官 | 石橋林太郎 | 眾議院／自由民主党（無派閥） |                                |
| 国土交通大臣政務官 | 小鑓隆史   | 参議院／自由民主党（無派閥） |                                |
| 国土交通大臣政務官 | 尾崎正直   | 眾議院／自由民主党（無派閥） | 兼任復興、内閣府大臣政務官     |
| 環境大臣政務官     | 朝日健太郎 | 参議院／自由民主党（無派閥） |                                |
| 環境大臣政務官     | 国定勇人   | 眾議院／自由民主党（無派閥） | 兼任内閣府大臣政務官           |
| 防衛大臣政務官     | 松本尚     | 眾議院／自由民主党（無派閥） |                                |
| 防衛大臣政務官     | 三宅伸吾   | 参議院／自由民主党（無派閥） | 兼任内閣府大臣政務官           |

## 勢力分配表
| 名稱   | 勢力 | 國務大臣 | 副大臣 | 政務官 | 補佐官 | 其他 |
| ------ | ---- | -------- | ------ | ------ | ------ | --- |
| 無派閥 | 272  | 16       | 14     | 20     | 1      | 自由民主黨總裁、副總裁、幹事長、政務調査會長、選舉對策委員長、參議院議員會長、參議院幹事長、國會對策委員長、幹事長代行 |
| 麻生派 | 54   | 2        | 5      | 4      | 0      | 總務會長、最高顧問 |
| 茂木派 | 47   | 1        | 4      | 1      | 0      | 眾議院議長、參議院議長                                                                                                 |
| 公明黨 | 59   | 1        | 3      | 3      | 0      | |
| 民間   | -    | 0        | 0      | 0      | 2      | |
| 計     | 432  | 20       | 26     | 28     | 3      | |

※依慣例，脫離派閥中的眾議院議長額賀福志郎（茂木派）及參議院議長尾辻秀久（茂木派）仍計入派閥。
※無派閥包含眾議院內會派「自由民主黨・無所屬之會」所屬的三反園訓。